# Scotopteryx
Scotopteryx is een geslacht van vlinders uit de familie van de spanners (Geometridae). De wetenschappelijke naam is gepubliceerd in 1825 door Jacob Hübner.
De typesoort van het geslacht is Geometra tenebraria Hübner, 1809

## Soorten
- S. acutangulata Inoue, 1941
- S. adornata Staudinger, 1896
- S. aelptes 1937
- S. africana Warren, 1911
- S. albiclausa (Warren, 1897)
- S. alfacaria (Staudinger, 1859)
- S. alpherakii Erschoff, 1877
- S. alumna Prout, 1925
- S. angularia (de Villers, 1789)
- S. appropinquaria Staudinger, 1892
- S. arthuri Prout, 1939
- S. atrosigillata (Walker, 1863)
- S. bipunctaria (Denis & Schiffermüller, 1775) - klaverbandspanner
- S. burgaria (Eversmann, 1843)
- S. caucasica Niesiolowski, 1937
- S. coarctaria (Scopoli, 1763) - gelijnde bruinbandspanner
- S. coelinaria (de Graslin, 1863)
- S. crenulimargo (Prout, 1925)
- S. crypsichroma Warren, 1907
- S. cryptocycla (Prout, 1913)
- S. cryptospilata (Walker, 1863)
- S. chenopodiata Linnaeus, 1758 - bruinbandspanner
- S. dentilinea Dognin, 1914
- S. deversa (Prout, 1913)
- S. diniensis Neuberger, 1906
- S. diplocampa Prout, 1917
- S. duplicata Warren, 1853
- S. elbursica Bytinsky-Salz & Brandt, 1937
- S. elongata Dognin, 1904
- S. emanata Dognin, 1893
- S. epipercna Prout, 1913
- S. euboliata Warren, 1905
- S. eurypeda Prout, 1937
- S. ferridotata (Walker, 1863)
- S. fissiferata Walker, 1862
- S. fulminata Dognin, 1893
- S. fuscofasciata Brandt, 1938
- S. golovushkini 1991
- S. horismodes (Prout, 1913)
- S. ignorata Huemer & Hausmann, 1998
- S. inflexa Dognin, 1914
- S. integraria Staudinger, 1892
- S. junctata Staudinger, 1882
- S. kashghara Moore, 1878
- S. kiminaiana Matsumura, 1925
- S. kurmanjiana Rajaei Sh & László, 2014
- S. kuznetzovi 1957
- S. lamprammodes Prout, 1911
- S. langi Christoph, 1885
- S. leucocypta Hampson, 1902
- S. luridata (Hufnagel, 1767) - late bremspanner
- S. miljanovskii Viidalepp, 1977
- S. moeniata (Scopoli, 1763) - tandbandspanner

- S. mucronata (Scopoli, 1763) - vroege bremspanner
- S. nasifera Warren, 1888
- S. nebulata Bang-Haas, 1907
- S. nictitaria (Herrich-Schäffer, 1855)
- S. obvallaria (Mabille, 1867)
- S. octodurensis (Favre, 1903)
- S. olympia Rezbanyai-Reser, 2003
- S. peribolata (Hübner, 1817)
- S. peringueyi (Prout, 1917)
- S. perplexaria Staudinger, 1892
- S. petrogenes Prout, 1922
- S. pinnaria Christoph, 1888
- S. plumbaria Fabricius, 1775
- S. proximaria (Rambur, 1833)
- S. pulchrata Alphéraky, 1883
- S. ratona Dognin, 1896
- S. roesleri Vojnits, 1973
- S. roseicilia Hampson, 1895
- S. roseifascia Hampson, 1895
- S. sartata Alphéraky, 1883
- S. similaria Leech, 1897
- S. sinensis Alphéraky, 1883
- S. sinuosa Wiltshire, 1970
- S. sterilis Prout, 1938
- S. subvicinaria Staudinger, 1892
- S. superjecta Prout, 1910
- S. supproximaria Staudinger, 1892
- S. supproximata 1892
- S. transbaicalica Djakonov, 1955
- S. vicaria Walker, 1863
- S. vicinaria (Duponchel, 1830)
- S. vittistrigata Prout, 1910